# Osama bin Laden
Osama bin Mohammed bin Awad bin Laden (em árabe: أسامة بن محمد بن عود بن لادن, transl. Usāmah bin Muḥammad bin Awaḍ bin Lādin), mais conhecido como Osama bin Laden ou simplesmente bin Laden (Riade, 10 de março de 1957 – Abbottabad, 2 de maio de 2011), foi um dos membros sauditas da próspera família bin Laden, além de líder e fundador da Al-Qaeda, organização terrorista à qual são atribuídos vários atentados contra alvos civis e militares dos Estados Unidos e seus aliados, dentre os quais os ataques de 11 de setembro de 2001.
Filho de Muhammed bin Laden, imigrante iemenita pobre que se tornou o homem mais rico e poderoso da Arábia Saudita, depois do próprio rei, Osama bin Laden era o filho único de sua décima esposa, Hamida al-Attas; seus pais se divorciaram logo depois que ele nasceu (a mãe de Osama se casou com Muhammad al-Attas e o novo casal teve quatro filhos). Osama bin Laden também era referido pelos seguintes nomes: Usama Bin Muhammad Bin Ladin, Shaykh Usama Bin Ladin, The Prince ("O Príncipe"), The Emir ("O Emir"), Abu Abdallah, Mujahid Shaykh, Hajj, The Director ("O Diretor").
Desde 2001, bin Laden e sua organização tinham sido os maiores alvos da Guerra ao Terrorismo dos oficiais estadunidenses e esteve entre os dez foragidos mais procurados pelo FBI, encabeçando a lista. Acreditou-se que Bin Laden e seus companheiros da Al-Qaeda estavam escondidos próximos à costa do Afeganistão e das áreas tribais do Paquistão. Em 1 de maio de 2011, dez anos após os atentados do 11 de setembro, o Presidente Barack Obama anunciou pela televisão que Osama bin Laden havia sido morto durante uma operação militar estadunidense em Abbottabad. Seu corpo teria ficado sob a custódia dos Estados Unidos e, após passar por rituais tradicionais islâmicos, teria sido sepultado no mar.

## Biografia

### Juventude
Em 1973, ainda jovem e inexperiente, entrou em contato com grupos islamitas. Após a invasão soviética do Afeganistão em 1979, Osama, que era um amigo próximo do príncipe Turki al-Faisal (chefe dos serviços de inteligência da Arábia Saudita entre 1977 e 2001), e de Ahmed Badeeb (na época chefe de gabinete de serviços de inteligência da Arábia Saudita), tornou-se a principal liderança entre os cerca de 4 mil sauditas que lutaram no Afeganistão. Os sauditas foram apenas uma parte dos cerca de 100 mil combatentes estrangeiros, que foram financiados, armados e treinados pela CIA e Arábia Saudita para lutar ao lado dos fundamentalistas. Em 1984, Osama liderava uma organização denominada Maktab al-Khidamat (MAK), que arrecadava dinheiro, armas e combatentes para a guerra do Afeganistão. Em 1988, fundou a Al-Qaeda, juntamente com alguns ex-integrantes do MAK.
Existem controvérsias quanto à ligação dos estadunidenses com Bin Laden nesse confronto. Contudo, em entrevista em 2001, exibida no documentário Fahrenheit 9/11, de Michael Moore, o príncipe Bandar Bin Sultan, embaixador saudita nos Estados Unidos na época, afirmou ter conhecido Osama Bin Laden na década de 80, durante o citado conflito, quando o líder guerrilheiro veio lhe agradecer por toda a ajuda que a Arábia e os Estados Unidos estavam dando contra os soviéticos.
Posteriormente estabeleceu-se como importante investidor no Sudão, onde iniciou, em paralelo às suas atividades empresariais, a organização que mais tarde viria a se denominar Al-Qaeda ("A Base"), originalmente destinada a combater a família real saudita. Bin Laden detestava os modos ocidentalizados, perdulários, corruptos e "pouco islâmicos" da família real. Tinha como objetivo alijá-la do poder e implantar no país a semente do que sempre sonhou — o novo califado islâmico. A família real, ironicamente, possuía grande consideração para com a família bin Laden.

### Repercussão
No Sudão, em contato com outros grupos islâmicos, nomeadamente os de origem egípcia, foi gradualmente influenciado a ampliar o leque dos seus inimigos, passando a considerar também o combate ao xiitas, judeus e ocidentais de uma forma em geral. Nesta mesma época passou igualmente a considerar o terrorismo como alternativa de ação válida, financiando, de forma inicialmente discreta, algumas ações na Argélia, no Egito e na Líbia. Em 1995, após um atentado mal sucedido contra a vida do então presidente do Egito, Hosni Mubarak, o governo do Sudão, sob pressão dos países árabes, expulsou-o do país, não sem antes apropriar-se do seu patrimônio, delapidando as suas empresas e fazendas. Bin Laden foi então para o Afeganistão, quebrado, com as esposas e um grupo reduzido de seguidores fiéis. Nesta ocasião foi renegado pela família e perdeu a cidadania saudita.
No Afeganistão, sem as condições financeiras de outrora, passou a dedicar-se integralmente à causa islâmica, reconstruindo gradualmente a organização, unindo esforços com outros grupos islâmicos refugiados no país (destaque para o grupo egípcio "Al Jihad", liderado por Ayman al-Zawahiri, que viria a se tornar o braço-direito de Bin Laden). Na caça cada vez mais delirante aos "infiéis", elegeu então os Estados Unidos como o grande inimigo a ser combatido - "a força maior dos cruzados". Aproximou-se dos Talibãs, grupo ironicamente financiado pelos Estados Unidos e Arábia Saudita. Tornou-se amigo e confidente do seu chefe, o Mulá Omar.

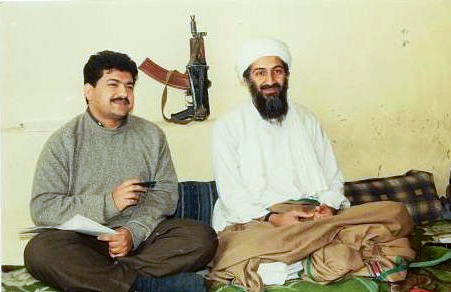
Bin Laden com o jornalista paquistanês Hamid Mir em 1998

Em março de 1998, o líder líbio Muamar Gadafi solicitou sua captura à Interpol, em decorrência de uma suposta participação no assassinato de agentes antiterroristas alemães, ocorrido em março de 1994.
Do Afeganistão planejou e coordenou ataques de grande repercussão às embaixadas estadunidenses no Quênia e na Tanzânia, em 1998, e ao navio de guerra USS Cole, em 2000. Em decorrência destes atentados, tornou-se o terrorista mais procurado pelos Estados Unidos. Em 2001 foi acusado pelo governo dos Estados Unidos de cometer os atentados de 11 de setembro.

### Atentados de 7 de agosto de 1998
Em 7 de agosto de 1998 a Al-Qaeda utilizou carros-bomba para explodir duas embaixadas dos Estados Unidos, uma no Quênia e outra na Tanzânia, matando no total 256 pessoas e ferindo 5 100 pessoas. Ao ser apontado no mesmo dia pelo governo dos Estados Unidos, e depois pelos governos do Quênia e Tanzânia, como o principal suspeito, Osama bin Laden tornou-se o terrorista mais procurado pelos Estados Unidos. Até esta data, era desconhecido no mundo.

### Atentado de 12 de outubro de 2000
Em 12 de outubro de 2000 a Al-Qaeda voltou a cena, perpetrando outro ataque de grande repercussão contra o navio da marinha estadunidense USS Cole, que se encontrava atracado para reabastecimento no porto de Áden, no Iêmen. O ataque provocou a morte de 17 militares estadunidenses, além dos dois terroristas suicidas.

### Atentados de 11 de setembro de 2001
Em 11 de setembro de 2001, aviões foram lançados contra as Torres Gêmeas em Nova Iorque e contra o Pentágono, em Washington, DC, provocando a morte imediata de pelo menos 2754 pessoas, oriundas de 90 países distintos. Os atentados foram atribuídos à organização Al-Qaeda, que, até então, era pouco conhecida no mundo. Mas Bin Laden, apesar de manifestar sua aprovação aos atentados, negou seu envolvimento (só o admitiria mais tarde, em 2004). Em comunicado distribuído por um dos seus assistentes, Abudl Samad, e divulgado pela Al Jazeera, sobre os atentados, Osama bin Laden declara:
"O governo dos EUA tem me acusado sistematicamente  de estar por trás a cada vez que seus inimigos o atacam. Gostaria de assegurar ao mundo que eu não planejei os recentes ataques, que parecem ter sido planejados por gente que agiu por razões pessoais. (...) Vivo no Afeganistão. Sou um seguidor do 'comandante dos crentes' [o mullah Omar], que não permite participar de atividades desse tipo".

Durante entrevista concedida ao jornal paquistanês Ummat, bin Laden reafirmou que nada teve a ver com os ataques de 11 de setembro e sugeriu a existência de "um governo dentro do governo" dos Estados Unidos:
"Eu já disse que somos contra o sistema americano, não contra seu povo, ao passo que nestes ataques, as pessoas comuns norte-americanas foram mortas. De acordo com minhas informações, o número de mortos é muito maior do que o que o governo dos EUA declarou. Mas a administração Bush não quer que o pânico se espalhe. Os Estados Unidos devem tentar rastrear os autores destes ataques internamente, entre as pessoas que fazem parte do sistema dos EUA, (...) pessoas que querem fazer do presente século um século de conflito entre o Islã e o Cristianismo (...) Mesmo dentro dos Estados Unidos existem dezenas de grupos bem organizados e bem equipados, que são capazes de causar uma destruição em larga escala."
Posteriormente o governo americano distribuiu um vídeo, no qual Bin Laden comemora os ataques. A autenticidade da gravação foi, no entanto, contestada por Hani al-Sabai, diretor do Centro Almacrizi para Estudos Históricos (Al-Maqrizi Centre for Historical Studies), de Londres.
Logo após os ataques, o governo do Afeganistão solicitou provas ao governo estadunidense sobre a autoria dos ataques, comprometendo-se a deter e entregar Bin Laden às autoridades estadunidenses, caso essas provas fossem apresentadas. O governo dos Estados Unidos nunca lhes apresentou publicamente tais provas.
Em outubro de 2001, o governo Bush lançou-se na chamada guerra contra o terrorismo, e o Afeganistão foi escolhido como primeiro alvo dessa "cruzada contra o terror". À revelia das Nações Unidas, o país foi invadido pelos Estados Unidos e seus aliados, com o alegado objetivo de caçar Osama bin Laden e desmantelar a Al-Qaeda.

Em novembro de 2002, um novo texto atribuído a Osama bin Laden é publicado. Na chamada "Carta à América", são enumerados, entre os vários motivos para os ataques contra os EUA e seus aliados, o apoio dos EUA a Israel nos ataques contra os palestinos, o apoio à Rússia na Segunda Guerra na Chechênia, a presença de bases militares estadunidenses na Arábia Saudita e a invasão do Iraque. 
"É surpreendente que mais de 1,5 milhão de crianças iraquianas tenham morrido, como resultado das suas sanções, e vocês não pareçam preocupados com isso. No entanto, quando morrem 3 000 do seu povo, o mundo inteiro se levanta e ainda não se recompôs," diz a carta.
Poucos dias antes das eleições presidenciais de 2004 nos EUA, Al Jazeera divulgou um vídeo no qual Bin Laden admite, pela primeira vez, o seu envolvimento nos ataques de 11 de setembro.

### Busca
Acreditava-se que estaria escondido em algum lugar da fronteira montanhosa entre o Afeganistão e o Paquistão. O jornal francês L'Est Republicain de 23 de setembro de 2006, baseado em informações não confirmadas do serviço secreto francês, chegou a afirmar que Bin Laden teria morrido de tifo durante o mês de agosto de 2006. Em 8 de setembro de 2007, no entanto, um novo vídeo de 30 minutos de duração foi divulgado, demonstrando que Bin Laden estava vivo e bem de saúde. Neste vídeo ele aparece, pela primeira vez, com a barba tingida.
O governo dos Estados Unidos oferecia a recompensa de 25 milhões de dólares a quem desse informações relevantes da localização do terrorista. Em 13 de julho de 2007, a recompensa foi dobrada para US$ 50 milhões.

### Morte

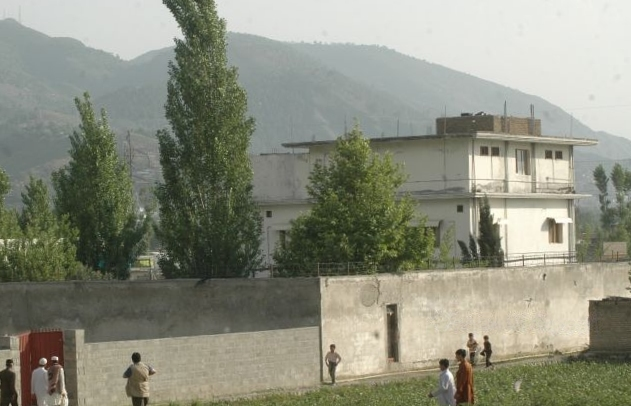
Casa onde vivia bin Laden em Abbottabad, no Paquistão

Em 2 de maio de 2011, autoridades dos Estados Unidos divulgaram que Bin Laden teria sido capturado e morto em um esconderijo nos arredores de Abbottabad durante uma operação secreta realizada pelo Joint Special Operations Command juntamente com a CIA. O Ministério das Relações Exteriores do governo paquistanês emitiu um comunicado negando categoricamente que a liderança do país, "tanto civil como militar, tivesse  qualquer conhecimento prévio da operação dos EUA contra Osama bin Laden".
Após o ataque, as forças dos EUA levaram o corpo de Bin Laden até o Afeganistão. Em menos de 24 horas após a morte, o cadáver teria sido identificado e jogado ao mar. No entanto, em março de 2012, o WikiLeaks revelou e-mails da Stratfor Global Intelligence (empresa privada de segurança conhecida como "CIA na sombra"), segundo os quais o sepultamento de Bin Laden em alto-mar nunca aconteceu.  Segundo divulgou o jornal espanhol Público, o corpo do ex-líder da Al Qaeda teria sido levado para os Estados Unidos em um avião da CIA.
Segundo a imprensa norte-americana, os Estados Unidos tinham evidências de que o chefe do ISI, general Ahmad Shuja Pasha, sabia da presença de Bin Laden em Abbottabad. O exame de DNA do corpo, comparado com amostras da falecida irmã de Bin Laden, confirmou certo grau de parentesco.
Posteriormente, o presidente Barack Obama confirmou oficialmente a informação em discurso transmitido pela televisão e dirigido aos cidadãos norte-americanos. Embora exames de DNA tenham demonstrado a possibilidade de o corpo pertencer a Osama Bin Laden, tais provas não são suficientes juridicamente. A inexistência de uma arcada dentária, a falta de um corpo ou mesmo de fotografias do morto provocaram estranhamento e controvérsias sobre a finalidade da operação, no mínimo porque, para um fugitivo, é conveniente ser dado como morto. Porém, quatro dias após a morte de Bin Laden, a 6 de maio, a Al-Qaeda confirmou oficialmente a morte do seu líder pelas mãos dos americanos e jurou vingança.

## Vídeos
Desde 2001 diversos vídeos foram apresentados aos estadunidenses como sendo atribuídos a Bin Laden.
- 2001

13 de dezembro - No final de novembro, é encontrado um vídeo no leste do Afeganistão que é divulgado pelo Pentágono. Bin Laden declara, satisfeito: "Calculamos de antemão o número de vítimas mortais do inimigo, em função de sua posição na torre. Calculamos que três ou quatro andares seriam atingidos. Eu era o mais otimista de todos, devido à minha experiência".
27 de dezembro - A Al-Jazeera divulga um vídeo em que Bin Laden considera que "o terrorismo contra os Estados Unidos é louvável porque está destinado a responder à injustiça e a forçar os Estados Unidos a deixar de apoiar Israel, que nos mata".
- 2002

31 de janeiro - A CNN divulga fragmentos de uma entrevista feita pela Al-Jazeera em outubro de 2001 com Bin Laden: "A batalha já se moveu para o interior da América do Norte. Continuaremos com esta luta até a vitória ou até que nos reencontremos com Deus".
9 de setembro - Osama bin Laden reivindica os atentados de 11 de Setembro, revela os nomes dos 19 autores suicidas dos atentados e lhes presta homenagem em um áudio divulgado pela Al-Jazeera.
- 2003

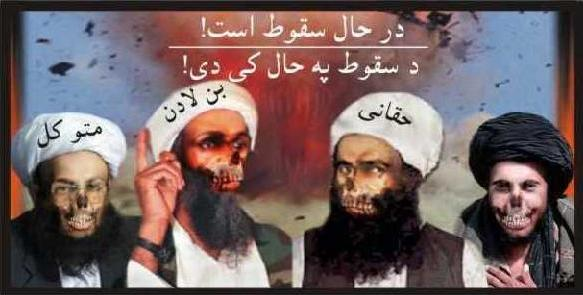
Folheto de guerra psicológica distribuído pelas Forças Armadas dos EUA na Guerra do Afeganistão. Bin Laden é representado pela segunda figura, da esquerda para a direita

11 de fevereiro - Em uma gravação de áudio divulgada pela Al-Jazeera, Laden pede apoio ao regime iraquiano, apesar de ser "ímpio", frente à iminente invasão estadunidense.
16 de fevereiro - Bin Laden classifica o presidente George Bush de "faraó do século" e diz que os muçulmanos têm a "possibilidade de derrotar os estadunidenses", em uma gravação de áudio divulgada pela Al-Jazeera.
- 2004

4 de janeiro - Al-Jazeera apresenta uma gravação sonora atribuída a Osama Bin Laden na qual ele alude à captura de Saddam Hussein, em 13 de dezembro, pelo Exército dos Estados Unidos. Promete às monarquias do Golfo a mesma sorte que o do ex-presidente iraquiano.
29 de outubro - Osama Bin Laden acusa o presidente George W. Bush de negligência no dia dos atentados de 11 de Setembro de 2001 e ameaça os Estados Unidos com mais atentados, em uma fita de vídeo difundida pela televisão Al-Jazeera.
- 2006

19 de janeiro: Bin Laden ameaça os Estados Unidos com novos atentados e afirma que há operações em preparação em seu solo, mas também oferece uma "trégua de longa duração" ao povo estadunidense (áudio).
30 de junho - Bin Laden exige o presidente estadunidense George W. Bush que entregue o corpo de Abu Musab Zarqawi, morto em um bombardeio estadunidense, à sua família e promete que a Jihad no Iraque continuará mesmo sem ele (áudio).
- 2007

15 de julho - Bin Laden faz um elogio aos "mártires", declarando: "Feliz aquele que foi escolhido por Alá para ser um mártir" (extraído de vídeo cuja data não foi determinada).
- 2008

16 de maio - Bin Laden apelou à continuação da luta contra os Israelitas e os seus aliados e a que os muçulmanos não desistam do território palestiniano. Segundo notícia a Reuters, a mensagem de áudio, de dez minutos, foi difundida pela internet num site islamita, e é atribuída ao líder do grupo terrorista Al-Qaeda, «Nós vamos continuar, se Deus permitir, a luta contra os israelitas e os seus aliados, e não vamos abdicar de um simples centímetro da Palestina enquanto existir um verdadeiro muçulmano na Terra», afirma bin Laden. Esta mensagem surgiu bem no dia em que se comemora os 60 anos de criação do Estado de Israel, e em que o presidente dos Estados Unidos concluiu a sua visita ao país.